# Rodeíto
Rodeíto es una localidad argentina ubicada en el Departamento San Pedro de la Provincia de Jujuy. Se encuentra sobra la Ruta Provincial 1, en la intersección con la Ruta Provincial 39, 13 km al sudeste de San Pedro de Jujuy, en la zona del Valle de San Pedro, planicie que se extiende al sur del río Grande.
La localidad cuenta con comisaría, puesto de salud, dos escuelas primarias, una escuela agrotécnica de nivel medio ubicada en la zona rural, comisión municipal, institución deportiva, agua potable y energía eléctrica. La principal actividad económica está vinculada con la producción primaria de los campos de la zona, más un pequeño sector de servicios como almacenes o talleres.